# Чатрња (Крњак)
Чатрња је насељено мјесто у општини Крњак, на Кордуну, Карловачка жупанија, Република Хрватска.

## Географија
Село се налази 10 километара југозападно од сједишта општине.

## Историја
Чатрња се од распада Југославије до августа 1995. године налазила у Републици Српској Крајини. До територијалне реорганизације насеље се налазило у саставу бивше велике општине Карловац.

## Становништво
Чатрња је према попису из 2011. године имала 133 становника.
| Националност       | 1991. | 1981. | 1971. | 1961. |
| Срби               | 147   | 181   | 188   | 223   |
| Југословени        | 6     | 3     |       |       |
| остали и непознато | 4     | 2     | 1     |       |
| Укупно             | 157   | 186   | 189   | 223   |

| Демографија | Демографија | Демографија |
| Година      | Становника  | Становника  |
| ----------- | ----------- | ----------- |
| 1961.       | 223         |             |
| 1971.       | 189         |             |
| 1981.       | 186         |             |
| 1991.       | 157         |             |
| 2001.       | 107         |             |
| 2011.       |             | 133         |